# Внешняя политика Украины (2005—2009)

## Начало 2005 — середина 2006
С приходом к власти на Украине в начале 2005 года президента Виктора Ющенко разработка и осуществление внешней политики Украины были поручены политикам прозападной ориентации. Согласно новой концепции внешней политики Украины, вступление в Евросоюз и НАТО, а также снижение экономической (прежде всего, энергетической) зависимости от России утверждались в качестве приоритетных целей внешнеполитической деятельности. Одновременно происходил постепенный отход от идеи экономической интеграции в рамках постсоветского пространства, сопровождавшийся обострением разногласий в экономической и политической сфере с Россией.
В правительстве Юлии Тимошенко, сформированном сразу же после «Оранжевой революции» и избрания Виктора Ющенко президентом, внешнюю политику определяли, в первую очередь,
- вице-премьер Украины по вопросам европейской интеграции Олег Рыбачук (в сентябре 2005 года, после отставки Тимошенко, был назначен госсекретарём Украины — начальником Секретариата президента Украины),
- министр иностранных дел Украины Борис Тарасюк (сохранил свой пост при смене кабинетов в сентябре 2005 и августе 2006 гг.). В августе 2006 года, после очередной смены Кабинета министров, Борис Тарасюк заявил, что если кабинет министров Виктора Януковича совершит «кардинальный поворот во внешней политике» и, в частности, откажется от идеи вступления Украины в НАТО, то он подаст в отставку. В конце 2006 года Виктор Янукович сам отправил Бориса Тарасюка в отставку.

### Евроинтеграция

#### Евросоюз
Борис Тарасюк заявил сразу же после своего назначения, что первоочередной целью Украины является получение статуса страны с рыночной экономикой, подготовка соглашения о зоне свободной торговли с ЕС и вступление во Всемирную торговую организацию.
Президент Ющенко, выступая перед студентами Киевского национального университета имени Тараса Шевченко, заявил в этой связи: «Все понимают, что без национального референдума никто не пойдёт в НАТО, никто не пойдёт в Европейский союз, никто не пойдёт в любой международный институт, которому необходим акцепт населения».
21 февраля 2005 года Украина и Евросоюз подписали трёхлетний план действий по приближению Украины к стандартам европейских стран. Этим документом были предусмотрены 270 неотложных мер, которые украинская сторона должна осуществить при проведении реформ. В первую очередь, это вступление в ВТО, а также усиление роли органов, отвечающих за обеспечение демократии и верховенства права. Особый упор был сделан на обеспечение демократичности предстоявших в 2006 году парламентских выборов, гарантии свободы слова, проведение налоговой реформы и улучшение инвестиционного климата.
1 декабря 2005 года Евросоюз заявил, что признаёт Украину страной с рыночной экономикой.
6 апреля 2006 года на сессии Европарламента в Страсбурге была принята резолюция, в которой Европарламент призвал Еврокомиссию начать переговоры с Украиной об ассоциированном членстве в ЕС.

#### НАТО
21 апреля 2005 года в Вильнюсе в рамках неформальной встречи глав МИД стран НАТО прошло заседание комиссии «Украина-НАТО», открывшее новый этап в отношениях Украины с альянсом — «интенсивный диалог», который призван был стать первым шагом на пути вхождения Украины в НАТО.
Во время первого официального визита президента Виктора Ющенко в США президент Джордж Буш заявил: «Я являюсь сторонником идеи членства Украины в НАТО». В совместном официальном заявлении президентов Украины и США было сказано, что Вашингтон поддерживает предложение о начале интенсивного диалога о присоединении Украины к Плану действий относительно членства в НАТО.
В апреле 2005 года пришедший к власти Виктор Ющенко вернул упоминание о стратегической цели Украины — «полноправном членстве в НАТО и Европейском союзе» — в военную доктрину Украины. Новый текст звучал так: «Исходя из того, что НАТО и ЕС являются гарантами безопасности и стабильности в Европе, Украина готовится к полноправному членству в этих организациях». Как и в прежнем варианте, задача «глубокого реформирования оборонной сферы государства в соответствии с европейскими стандартами» называлась «одним из важнейших приоритетов внутренней и внешней политики».
20 января 2006 года в Будапеште по итогам встречи министров обороны восточноевропейских стран — членов НАТО — Венгрии, Чехии, Польши и Словакии (в которой участвовал министр обороны Украины Анатолий Гриценко) — было объявлено, что эти государства готовы поддержать вступление Украины в НАТО. Как было заявлено, необходимым условием для этого должна быть поддержка этого шага украинским обществом и достижение внутренней стабильности на Украине.
27 апреля 2006 года на встрече министров иностранных дел стран НАТО представитель генерального секретаря НАТО Джеймс Аппатурай заявил, что все члены альянса поддерживают скорейшую интеграцию Украины в НАТО. Россия, со своей стороны, выразила обеспокоенность этим развитием событий. Как заявил официальный представитель российского МИДа Михаил Камынин, «де-факто речь пойдёт о серьёзном военно-политическом сдвиге, затрагивающем интересы России, который потребует значительных средств на соответствующую переориентацию военных потенциалов, реорганизацию системы военно-промышленных связей. Могут быть затронуты договорённости в сфере контроля над вооружениями».
Сближение Украины и НАТО сопровождалось целенаправленными действиями украинского руководства по обострению российско-украинских отношений. Особое место занимали гуманитарные вопросы — реабилитация и героизация ОУН и УПА, ограничение использования русского языка, фальсификация истории.

### Украина — США
Пятидневный визит в США победившего на президентских выборах Виктора Ющенко в начале апреля 2005 года был назван на Украине «историческим» и «триумфальным». Первый после обретения страной независимости визит украинского лидера за океан вывел её отношения с Америкой на качественно новый уровень.
По итогам переговоров Ющенко с президентом США Джорджем Бушем было подписано совместное заявление «Повестка нового века для украинско-американского стратегического партнёрства». В нём было сказано, что США поддерживают предложение официально пригласить Украину к участию в «расширенном диалоге» по вступлению в НАТО. Буш также поддержал планы Украины вступить в ВТО уже в 2005 году.
Буш и Ющенко объявили и о начале энергетического диалога, цель которого — «диверсифицировать источники обеспечения Украины энергией, снизить её энергетическую зависимость и стимулировать конкуренцию в энергетических секторах [стран] Евразии».
Президенты договорились изучить возможности сотрудничества американского и украинского ВПК в разработке систем противоракетной обороны (ПРО).
Наконец, было заявлено, что США и Украина будут сотрудничать в деле мирного разрешения конфликтов в Грузии и Молдавии и продвижении демократии «в таких странах, как Белоруссия и Куба».
Как национального героя встретили Ющенко в Конгрессе США. Ющенко выступил перед полным составом двух палат конгресса с речью, которая продолжалась 40 минут. В ней он заверял, что новая Украина разделяет евроатлантические ценности, и убеждал, что вступление его страны в ЕС и НАТО «укрепит стабильность во всём стратегически важном для США регионе — от Варшавы до Тбилиси и Баку». Кроме чешского президента Вацлава Гавела, ни один восточноевропейский политик, включая российских лидеров, не удостаивался чести выступить перед двумя палатами конгресса. Конгресс США встретил почти все озвученные Ющенко инициативы с энтузиазмом. Выступление прерывалось аплодисментами 28 раз. При этом восемь раз зал вставал и устраивал ему овации. Ющенко поблагодарил Конгресс за поддержку вековой борьбы Украины за независимость и недавней «оранжевой революции».
Высокие почести и беспрецедентный уровень приёма гостя обеспечили влиятельные организации украинской диаспоры, которые к приезду Ющенко объединились в рамках специального оргкомитета. Тысячи людей с оранжевой символикой встречали украинского президента у входа в Джорджтаунский университет, где он прочитал лекцию, и в Бостоне, возле Библиотеки им. Кеннеди, где дочь и младший брат Джона Кеннеди вручили украинскому президенту специальную премию «За мужество». Масштабнейшая украинская акция была организована в Вашингтоне у памятника Тарасу Шевченко, открытого в 1964 году как символ будущей независимости Украины от СССР. На встречу с Ющенко в Вашингтон приехали тысячи украинцев из всех американских штатов.
По данным Госкомстата Украины, в 2005 году товарооборот между Украиной и США составил 2233 млн долл. США, а прямые американские инвестиции — 1225 млн. На конец 2005 года на украинском рынке работало свыше 1300 компаний с американским капиталом.
17 февраля 2006 года после девяти лет напряжённых переговоров США присвоили Украине статус страны с рыночной экономикой, который Россия и Казахстан получили ещё в 2002 году. 6 марта 2006 года Украина подписала с Соединёнными Штатами протокол о взаимном доступе на рынки, в частности, об отмене пошлин на торговлю разными видами техники и оборудования, что должно было значительно ускорить вступление Украины в ВТО.
18 ноября 2005 года сенат США поддержал отмену для Украины поправки Джексона-Вэника. 9 марта 2006 года действие поправки Джексона-Вэника в отношении Украины отменила палата представителей конгресса США, после чего произошло повторное переутверждение сенатского решения (необходимость чего была обусловлена процедурными причинами), а с подписанием законопроекта президентом США он вступил в силу.

### Украина — Россия — ЕЭП — СНГ
См. также Внешняя политика России
В 2001—2007 годах экономику Украины отличали высокие темпы экономического роста и определённая социальная стабильность. В 2003 году при президенте Кучме Украина возглавила СНГ, стала членом Соглашения о формировании Единого экономического пространства Беларуси, Казахстана, России и Украины. Это Соглашение было одновременно ратифицировано в 2004 году Верховной радой и Государственной думой, проводилась большая работа по созданию общей нормативно-правовой базы экономической интеграции четырёх стран. Именно в Киеве предполагалось разместить органы управления Единым экономическим пространством. Масштабный характер стало приобретать сотрудничество Украины и России в высокотехнологичных отраслях, разрабатывались крупные проекты, в том числе и по совместному использованию газотранспортной системы. Все социально-экономические прогнозы обещали стране стабильное развитие и высокую динамику экономического роста
Украина, правда, с первых же дней начала тормозить процесс формирования ЕЭП, стремясь к получению односторонних политических и экономических преимуществ. Однако именно намерение правительства Виктора Януковича (который шёл на президентские выборы 2004 года в качестве главы кабинета министров) интегрировать Украину в Единое экономическое пространство стало одной из причин начала массовых протестов в Киеве.
Когда же, несмотря на серьёзные попытки российского руководства развернуть Украину на восток, к власти пришёл президент Виктор Ющенко, новое руководство поставило во главу угла идею евроатлантической интеграции (вступления в Евросоюз и НАТО). По заявлению вице-премьера Украины по вопросам европейской интеграции Олега Рыбачука, сделанному сразу же после назначения, Украина не намеревалась отказываться от сближения с Россией в смысле снятия торговых барьеров, но собиралась принципиально поменять политику в отношении России: «Мы станем двумя народами, каждый из которых отстаивает свои интересы… Мы будем говорить с Москвой на равных. Это показал первый президентский визит Ющенко в Россию. Надо сказать россиянам: мы ваши партнёры, но намерены делать только то, что нам выгодно».
Уже в апреле 2005 года, комментируя отношение к России и планам создания ЕЭП, президент Ющенко отметил, что «Украина поддерживает создание зоны свободной торговли с членами этой организации, но не допустит девальвации своего фискального, таможенного и бюджетного суверенитетов». Министр экономики Украины Сергей Терёхин объявил, что Украина будет настаивать на пересмотре базового соглашения по формированию ЕЭП, подписанного в 2003 году, поскольку, согласно тексту соглашения, после поэтапной отмены ограничений в торговле, что должно было произойти до 2012 года, планировалось создание наднациональных органов, которые бы проводили скоординированную экономическую политику. «Украина рассматривает своё участие в ЕЭП только в формате создания зоны свободной торговли и условий для перемещения капитала, услуг и рабочей силы», — заявил Терёхин.
В конце августа 2005 года на саммите глав стран-участниц Соглашения по формированию Единого экономического пространства Виктор Ющенко подтвердил, что украинское руководство считает возможным подписать лишь 15 документов, регламентирующих создание зоны свободной торговли. Остальные документы по ЕЭП, в которых речь идёт о создании наднационального тарифного органа и Таможенного союза, украинское руководство не устраивали. С 2007 года начались переговоры о заключении Соглашения об ассоциации между Украиной и Европейским союзом. В мае 2009 года Украина вступила в «Восточное партнёрство», одним из направлений деятельности которого являлось развитие экономической интеграции со странами Евросоюза.
Российское руководство, со своей стороны, негативно оценивало как саму Оранжевую революцию, так и политику нового украинского президента в отношении языкового вопроса, трактовок массового голода 1930 годов и Украинской повстанческой армии, его курс на членство в НАТО. Всё это мало способствовало развитию отношений между Украиной и Россией. Межгосударственная комиссия Ющенко — Путин за полтора года после объявления о её создании в марте 2005 года так ни разу и не собралась.

#### Отношение к СНГ
После визита Виктора Ющенко в США (апрель 2005 года) украинский МИД поставил под сомнение целесообразность существования СНГ, заявив, что «возложенные на СНГ во время его создания задачи на сегодня в целом выполнены».
Впервые на официальном уровне этот тезис прозвучал в феврале 2005 года, когда министр иностранных дел Украины Борис Тарасюк назвал СНГ «несерьёзной структурой» и напомнил, что формально Украина не является членом Содружества, поскольку не подписывала устав этой организации. После этого на Украине стали обсуждать вопросы о роспуске СНГ и о возрождении ГУУАМ.
21 апреля 2006 года Тарасюк, участвовавший в заседании Совета глав МИД стран СНГ в Москве, предложил внести в повестку дня заседания вопрос о признании Голодомора актом геноцида украинского народа. Глава МИД России Сергей Лавров, однако, заявил, что «обсуждение этого вопроса уже проходило в узком составе, но консенсуса не было достигнуто, <поэтому> последствия коллективизации во времена СССР должны рассматривать историки». Внесение этого вопроса в повестку заседания помимо Украины поддержали члены ГУАМ — Грузия, Молдавия и Азербайджан, против высказались Россия, Беларусь, Кыргызстан, Таджикистан и Узбекистан, воздержались Армения, Туркменистан и Казахстан.
В связи с этим Борис Тарасюк заявил, что СНГ «показало свою неэффективность» и «не имеет перспективы в будущем» в нынешнем формате, поскольку «СНГ не реагирует на ситуации, являющиеся наиболее чувствительными для стран-участниц СНГ».
Комментируя позицию России, Борис Тарасюк заметил, что Россия, с одной стороны, пытается утвердить себя как государство-правопреемник СССР, а с другой стороны — «отказывается брать на себя ответственность за те преступления, которые совершала страна, правопреемницей которой она является».

#### Черноморский флот
Министр иностранных дел Украины Борис Тарасюк в начале 2005 года после своего вступления в должность заявил, что не думает, что пребывание в Крыму Черноморского флота РФ мешает европейской интеграции Украины, поскольку в ЕС и НАТО этот вопрос считали проблемой двусторонних отношений Украины и России. Однако уже 17 апреля 2005 года президент Украины Виктор Ющенко заявил, что статус Черноморского флота России в Севастополе нуждается в пересмотре, в то время как Борис Тарасюк сделал ещё более ясное заявление: пребывание российского флота в Севастополе, которое, согласно договорённостям, ограничено 2017 годом, продлеваться не будет. Тогдашний глава Службы безопасности Украины Александр Турчинов высказал мнение, что пребывание Черноморского флота России на украинской территории противоречит национальным интересам Украины. В середине мая 2005 года Виктор Ющенко пообещал провести инвентаризацию всего украинского имущества, арендуемого ЧФ РФ, высказав при этом предположение, что реальная рыночная арендная плата может быть намного выше ранее установленной. Ющенко потребовал урегулировать вопрос собственности на «объекты береговой навигации, 70 земельных участков» и «более чем 170 объектов недвижимости», используемых российским флотом.
В декабре 2005 года Украина объявила о необходимости проведения инвентаризации всех объектов, используемых российским ЧФ. Эти действия совпали по времени с обострением конфликта между Россией и Украиной в отношении цен на российский газ, поставляемый на Украину (см. Газовый конфликт между Россией и Украиной (2005—2006)), хотя украинские власти отказывались признавать наличие здесь какой бы то ни было связи.
13 января 2006 года руководство ВМФ России обвинило Украину в захвате ялтинского маяка, используемого ЧФ. Главком ВМФ Владимир Масорин назвал события в Ялте провокацией, недружественным актом и нарушением соглашений по Черноморскому флоту, согласно которым, как заявил Масорин, ялтинский маяк является объектом ЧФ России.
МИД России потребовал немедленных разъяснений. В ответ Украина назвала российские обвинения Москвы дезинформацией, подчеркнув, что, в соответствии с межгосударственным договором 1993 года, все объекты бывшего СССР на территории Украины Россия признала собственностью Украины. Кроме того, по заявлению Украины, объекты навигационно-гидрографического назначения в список объектов, арендуемых ЧФ РФ, не включены и не существует никаких дополнительных соглашений о передаче их во временное пользование российской стороне. Военные формирования ЧФ РФ — и, в частности, его Гидрографическая служба — никоим образом не уполномочены обеспечивать безопасность мореходства в территориальных водах Украины, что, по мнению Украины, дополнительно подтверждает противозаконность удержания ими объектов навигационно-гидрографического обеспечения, а попытки ЧФ РФ взять на себя такие задачи граничат со вмешательством во внутренние дела Украины как суверенной державы.
По заявлению Украины, юридически её собственность на маяки закреплена договором 1993 года, хотя фактически они находятся под контролем ЧФ РФ. Украинская сторона также указывала на неправомерность патрулирования украинских территорий, прилегающих к местам дислокации ЧФ, вооружёнными военными патрулями иностранных ВС, а также размещения информационных указателей «территория РФ» в местах дислокации ЧФ.
В 2006 году Виктор Ющенко заявил, что Украина будет придерживаться положений соглашения о статусе и условиях пребывания Черноморского флота России на украинской территории лишь до 2017 года. Ющенко заявил, что Конституция Украины не предусматривает возможности пребывания на украинской территории военных баз иностранных государств, а поэтому украинский президент поручил начать подготовку к выводу российского флота после 2017.

#### Разграничение Азово-Керченской акватории
Между Россией и Украиной продолжались переговоры экспертных групп по разграничению Азово-Керченской акватории и Чёрного моря.
МИД Украины называл позицию России по размежеванию Керченского пролива неправовой. Россия отказывалась делить Керченский пролив по бывшей внутрисоветской административной границе, потому что в этом случае она теряла контроль над двумя третями Керченского пролива, что влекло политические издержки. Формальный контроль над судоходной частью Керченского пролива оставался за Украиной, однако российские суда были освобождены от уплаты навигационных сборов.
Украина обвиняла Россию в двойных стандартах, напоминая, что межгосударственной российско-эстонской границей в Нарвском и Финском заливах была признана по настоянию России именно бывшая внутрисоветская административная граница. Украина настойчиво требовала поделить Керченский пролив аналогичным образом.

### Украина — ГУУАМ — СДВ

#### Активизация ГУУАМ (ГУАМ)
В годы президентства Леонида Кучмы Украина стала одним из инициаторов создания и развития новой организации на постсоветском пространстве — Организации за демократию и экономическое развитие (ГУАМ), рассматривающейся как альтернатива интеграционным процессам на территории бывшего СССР при ведущей роли России.
Виктор Ющенко почти сразу же после вступления в должность начал акцентировать внимание на развитии «зоны ГУУАМ», заявляя, что Украина готова к роли нового регионального лидера. В этом его поддерживали президент Польши Александр Квасьневский и румынский президент Траян Бэсеску, а также организация ОБСЕ и США.
Процесс активизации сотрудничества в рамках ГУУАМ начался в феврале-марте 2005 года на уровне двусторонних встреч между лидерами Украины, Грузии и Молдавии. В начале марта, в преддверии парламентских выборов в Молдавии, Михаил Саакашвили побывал в Кишинёве, а до этого молдавский президент Владимир Воронин приехал в Киев, где подписал совместное заявление об украинско-молдавском сотрудничестве. По мнению московских политологов, Украина, Грузия и Молдавия нашли в лице ГУУАМ формальное политическое прикрытие для «дружбы против» России.
В мае 2005 года Узбекистан официально заявил о своём выходе из ГУУАМ. Намерение Виктора Ющенко создать более широкую региональную организацию за счёт привлечения к работе ГУАМ других постсоциалистических и постсоветских государств — в частности, Польши, Румынии и Литвы — не было осуществлено.
В сентябре 2006 года Виктор Ющенко, побывав с визитом в Азербайджане, предложил услуги Украины в качестве посредника в урегулировании карабахского конфликта. При этом он изначально заявил, что урегулирование должно основываться на признании Нагорного Карабаха частью Азербайджана, и потребовал вывода с территории Азербайджана армянских «оккупационных» сил.
Азербайджан рассматривался Украиной как один из возможных источников энергоресурсов (нефти), который мог бы ослабить энергозависимость Украины от России. Предложения о поставках на Украину азербайджанской нефти на практический уровень, однако, не перешли.

#### Содружество демократического выбора
2 декабря 2005 года в Киеве состоялся международный форум, на котором было учреждено Содружество демократического выбора (СДВ) — «сообщество демократий балто-черноморско-каспийского региона».
Содружество демократического выбора объединило государства балтийско-черноморско-каспийского региона — Украину, Молдавию, Латвию, Литву, Эстонию, Польшу, Словению, Македонию, Румынию и Грузию.
Впервые идея создания «коалиции, объединяющей бывшие республики, в которых людям удалось сбросить власть путём народных восстаний», была озвучена министрами иностранных дел Грузии (Саломе Зурабишвили) и Украины (Борисом Тарасюком) 31 марта 2005 года, когда они посетили Кыргызстан в качестве посредников по улаживанию отношений между отстранённым от власти президентом Аскаром Акаевым и новыми властями.
Состав новой коалиции ещё не был оформлен на бумаге, и у неё имелось только рабочее название — «Демократический выбор». Основателями организации выступали Украина и Грузия — страны, пережившие мирные революции. Предполагалось, что членами «Демократического выбора» станут все постсоветские республики, где оппозиция придёт к власти при поддержке народа, вышедшего на улицы. «Опыт Грузии и Украины сводится к тому, что мы смогли преодолеть внутриполитический кризис и сумели организовать передачу власти мирным путём», — пояснил министр иностранных дел Украины Борис Тарасюк. Третьим членом этой организации Тарасюк предложил стать Кыргызстану после нормализации ситуации в Бишкеке. «После легитимного процесса становления власти можно будет рассмотреть вопрос о её присоединении», — пояснил он.
Официальные цели нового объединения не объявлялись. Известно было лишь, что коалиция намерена поддерживать оппозицию в других государствах и «напоминать государствам-партнёрам о необходимости соблюдать демократические принципы». При этом организаторы коалиции всячески избегали словосочетания «экспорт революции». «Революции невозможно экспортировать, — говорилось в совместном обращении Ющенко и Саакашвили к киргизскому народу, которое привезли в Бишкек главы МИД. — В наших трёх государствах выборы были лишь поводом, последней каплей, которая переполнила чашу терпения народа и подтолкнула его к борьбе за свободу и демократию». Позднее исполняющая обязанности министра иностранных дел Кыргызстана Роза Отунбаева, посетившая Москву с визитом, заявила журналистам: «Вступление Кыргызстана в предлагаемую Украиной и Грузией коалицию „Демократический выбор“ — преждевременный шаг, так как ещё чётко не определены функции этой организации».
И вот 2 декабря 2005 года в Киеве прошёл учредительный форум «Содружества демократического выбора» («сообщества демократий балто-черноморско-каспийского региона»).
В одобренной на форуме Декларации стран Содружества демократического выбора говорилось, что его участники стремятся к Европе без разделительных линий, нарушений прав человека, «замороженных» конфликтов, какого-либо духа конфронтации, они намерены тесно сотрудничать для достижения прочного мира, демократии и процветания на европейском континенте, взаимодействовать ради развития и укрепления демократии, признавая, что разные страны, находящиеся в поле зрения Сообщества демократического выбора, находятся на разных этапах демократического развития.
По сообщениям СМИ, Виктор Ющенко направил Владимиру Путину приглашение персонально принять участие «в качестве наблюдателя» в этом форуме. Однако планы создания СДВ с самого начала вызвали в России негативную реакцию. В декларации о создании организации государств Балто-Черноморско-Каспийского региона, подписанной ранее Виктором Ющенко и Михаилом Саакашвили, говорилось, что главной её целью является способствование продвижению демократии в странах региона. Из контекста заявлений было понятно, что государствами, мешающими продвижению демократии, как раз и являются Россия и Белоруссия.

## Середина 2006—2007
Поворот во внешней политике Украины наметился в августе-сентябре 2006 года после того, как на очередных парламентских выборах наибольшее число голосов получила Партия регионов и после длительного парламентского кризиса правительство возглавил политический соперник Виктора Ющенко Виктор Янукович. К концу 2006 года в правительстве не осталось ни одного представителя пропрезидентского блока «Наша Украина». Внешнеполитические заявления Виктора Януковича противоречили курсу Ющенко.
Уже в сентябре 2006 года Янукович сделал программные заявления о неготовности Украины к вступлению в НАТО и о намерении «стремиться к вступлению в Евросоюз». Одновременно правительства Украины и России договорились разморозить работу межгосударственной комиссии по сотрудничеству. Кроме того, правительству Виктора Януковича удалось обеспечить для Украины сравнительно низкую цену на российский газ — по мнению некоторых наблюдателей, в обмен на определённые уступки в политической области. Позднее, однако, в связи с развитием внутриполитического кризиса, налаживание отношений с Россией застопорилось, а в 2008 год Украина вступила с новым кабинетом министров, который возглавила Юлия Тимошенко.

### Евроинтеграция

#### НАТО
11 августа 2006 года пресс-служба нового правительства Виктора Януковича сообщила, что Украина откладывает принятие «плана действий по членству в НАТО». По мнению правительства, принятию этого плана должно было предшествовать повышение уровня информированности населения о НАТО и выяснение (через всеукраинский референдум), готова ли страна к осуществлению ежегодных целевых планов Украина-НАТО.
Всего за неделю до этого министр иностранных дел Украины Борис Тарасюк заявлял, что если кабинет министров Виктора Януковича совершит «кардинальный поворот во внешней политике» и, в частности, откажется от идеи вступления Украины в НАТО, то он подаст в отставку. О возможности своей отставки в случае, если новое правительство откажется от курса на интеграцию Украины в НАТО, заявлял и министр обороны Украины Анатолий Гриценко.
14 сентября Виктор Янукович посетил с рабочим визитом Брюссель, где сделал программное заявление о неготовности Украины к вступлению в НАТО. Как он заявил, новое украинское правительство «намерено расширять сотрудничество с НАТО», не беря на себя никаких обязательств в рамках реализации так называемого «Плана действий относительно членства в НАТО» (ПДЧ). Янукович аргументировал это тем, что вступление в НАТО имеет поддержку лишь у небольшой части украинского общества — лишь 12-25 % населения, поэтому говорить о присоединении Украины к ПДЧ, а тем более рассуждать о перспективах вступления в альянс, преждевременно. Вместе с тем он подчеркнул важность дальнейшего углубления сотрудничества с альянсом.
Уже 15 сентября министр обороны Анатолий Гриценко назвал позицию Януковича «неоправданной, нелогичной и ошибочной». Он напомнил, что в развитии сотрудничества с НАТО необходимо исходить из закона «Об основах национальной безопасности», принятого ещё 19 июня 2003 года, а конечной целью этого сотрудничества является членство Украины в НАТО и ЕС. Гриценко, ссылаясь на украинскую конституцию, отметил, что лишь президент курирует вопросы национальной безопасности и обороны, а также определяет приоритеты внешней политики государства. Военная доктрина, утверждённая Ющенко в 2005 году, также предусматривала конечной целью вступление в НАТО. Гриценко подчеркнул, что министерство обороны продолжит выполнять План действий относительно членства в НАТО независимо от заявлений Януковича. Анатолия Гриценко поддержал глава МИД Борис Тарасюк, а затем и сам Виктор Ющенко назвал позицию Януковича «ошибочной и не отвечающей национальным интересам государства».
19 сентября Верховная рада, в которой сторонники Виктора Януковича (Партия регионов, СПУ и КПУ) имели большинство, приняла постановление, в котором поддержала его позицию.
5 октября министр обороны Анатолий Гриценко на встрече с генеральным секретарём НАТО Япом де Хоп Схеффером подтвердил неизменность внешнеполитического курса Украины: «Украина будет делать всё, чтобы стать полноправным членом НАТО». Несмотря на такое заявление, Украина не была приглашена на саммит глав государств и правительств стран НАТО, состоявшийся 28-29 ноября 2006 в Риге (Латвия), даже в качестве наблюдателя.
17 октября Народный союз «Наша Украина» официально ушёл в оппозицию и призвал своих министров подать в отставку. Лидер парламентской фракции «Наша Украина» Роман Безсмертный, выступая в Верховной раде, подверг резкой критике политику Виктора Януковича: «В последние два месяца мы стали свидетелями того, как происходит слом внешнего курса Украины, который был поддержан украинским народом на выборах президента Виктора Ющенко… Разрушаются процессы интеграции в ВТО, фактически остановлены программы сотрудничества Украины и Евросоюза… Претерпевает коренную ломку вступление Украины в евроатлантическое сообщество… В таких условиях „Наша Украина“ вышла из переговорного процесса, мы в оппозиции, и наши министры покидают правительство».

#### Евросоюз
Несмотря на то, что евроинтеграционные процессы были обозначены как приоритеты внешней политики Украины на ближайшие годы ещё в начале 2005 года, процесс сдвинулся с места лишь в 2007 году, когда встал вопрос о заключении более широкого соглашения между Украиной и ЕС.
С 2007 года Еврокомиссия начала переговоры с Украиной о новом базовом соглашении — «об ассоциации Украины и Европейского союза».

### Украина — Россия
21 сентября 2006 года состоялась срочная внеплановая встреча в Кремле между украинским премьером Виктором Януковичем и российским президентом Владимиром Путиным, который специально для этого прилетел в столицу из Сочи. На следующий день прошли встречи с председателем российского правительства Михаилом Фрадковым, руководителями министерств и топливно-энергетического комплекса России. Подобное внимание российской стороны позволило наблюдателям сделать вывод о том, что Янукович закрепляет за собой статус первого лица в украинской системе власти — эффективного, прагматичного и ответственного политика, которому в отличие от Виктора Ющенко удастся наладить нормальные отношения с российским руководством.
В течение следующего месяца проходили активные украинско-российские переговоры, в результате которых 24 октября 2006 года, в ходе визита российского премьер-министра Михаила Фрадкова в Киев в рамках первого заседания межправительственного комитета по вопросам экономического сотрудничества украинско-российской межгосударственной комиссии Ющенко-Путин, была объявлена цена газа для Украины в 2007 году — RosUkrEnergo и УкрГазЭнерго договорились, что Украина купит не менее 55 млрд кубометров среднеазиатского газа по цене 130 долларов за тысячу кубометров. Большинство наблюдателей сходились в мнении, что это приемлемая цена для украинской экономики (кроме того, это была практически самая низкая цена газа на постсоветском пространстве). Успех переговоров позволил Виктору Януковичу ещё раз продемонстрировать свои способности в налаживании конструктивных отношений с Россией.
Высказывалось мнение, что для этого Виктору Януковичу пришлось принять некоторые политические условия российского руководства:
- проведение на Украине общенационального референдума о вступлении в НАТО;
- отказ от пересмотра существующих договорённостей об условиях базирования в Севастополе российского Черноморского флота как минимум до 2017 года и, возможно, о пролонгировании этих договорённостей;
- гарантия продолжения сотрудничества с RosUkrEnergo не менее чем на пять лет;
- гарантия осуществления закупок туркменского газа исключительно через Россию;
- гарантия неизменности фиксированных ставок транзита российского газа через Украину.

Со своей стороны, российское правительство также согласилось предпринять следующие шаги:
- возобновить импорт украинской электроэнергии (прерванный 1 июля 2005 года),
- осуществлять совместные поставки электроэнергии в Молдавию,
- продолжить работы по объединению энергосистем СНГ и Балтии с европейской UCTE,
- отменить ограничения на импорт украинской мясной и молочной продукции и возобновить транзит животноводческой продукции в Россию через Украину,
- возобновить серийное производство самолётов Ан-124 и сотрудничество в космических отраслях.

Достигнутые соглашения дали возможность российскому премьеру Михаилу Фрадкову объявить о возникновении нового «стратегического партнёрства» России и Украины.  Позднее, однако, в связи с развитием внутриполитического кризиса, налаживание отношений с Россией застопорилось, а в 2008 год Украина вступила с новым кабинетом министров, который возглавила Юлия Тимошенко.

## 2008—2009

### Украина — Европейский союз
В 2008 году между Украиной и ЕС начались переговоры по подготовке соглашения об углублённой и всесторонней зоне свободной торговли (DCFTA) как части будущего Соглашения об ассоциации.
В мае 2009 года Украина, наряду с пятью другими бывшими советскими республиками, начала участие в новой инициативе Евросоюза — «Восточное партнёрство», главной целью которой декларировано «создание необходимых условий для ускорения политической и экономической интеграции между Европейским союзом и заинтересованными странами-партнёрами» путём содействия политическим и социально-экономическим реформам в странах-участницах «Восточного партнёрства».

### Украина — НАТО
В начале 2008 года произошёл скандал, поводом для которого стало заявление генерального секретаря НАТО о том, что организация получила письмо с подписями президента Украины Виктора Ющенко, премьер-министра Юлии Тимошенко и спикера Верховной рады Арсения Яценюка с просьбой присоединить Украину к Плану действий по членству в НАТО (ПДПЧ). Именно ПДПЧ был одобрен саммитом НАТО в апреле 1999 года как формат взаимодействия НАТО и страны, стремящейся к членству в альянсе. ПДПЧ представляет собой список требований, который необходимо выполнить для того, чтобы впоследствии стать полноправным государством — членом альянса. Выполнение этих требований, однако, не гарантирует автоматического вступления страны в НАТО, являясь лишь очередной ступенью, приближающей её к возможному оформлению членства в альянсе.
Скандал парализовал работу украинского парламента на 2 месяца. Лишь в марте 2008 года спикер Арсений Яценюк сумел достичь компромисса в парламенте, и по договорённости ведущих политических партий парламент возобновил свою работу.
США приложили значительные усилия, чтобы убедить своих союзников по НАТО в необходимости присоединения Грузии и Украине к ПДПЧ на Бухарестском саммите НАТО в апреле 2008 года, что означал бы их фактическое вовлечение в НАТО. Позиция США была поддержана прибалтийскими странами, Болгарией, Румынией, Польшей, Чехией, Словакией, Словенией, а также Канадой. В то же время резкое противодействие подключению Украины и Грузии к ПДПЧ оказали Германия и Франция, которых поддержали Италия, Нидерланды, Люксембург, Испания, Бельгия, Португалия.
Несмотря на то, что Грузия и Украина не получили официального приглашения стать участниками ПДПЧ, им дали понять, что дорога в НАТО для них расчищена и необходимо лишь немного подождать. Главы государств и правительств стран-членов НАТО заявили в Бухаресте, что Грузия и Украина станут членами НАТО, когда будут соответствовать предъявляемым требованиям к членству в этой организации. Это решение было подтверждено на последующих встречах в верхах — в 2009 году в Страсбурге и Келе и в 2010 году в Лиссабоне. 21 августа 2009 года в штаб-квартире НАТО была подписана Декларация о дополнении к Хартии об особом партнёрстве.
Российское руководство на высшем уровне неоднократно пыталось донести до руководства Украины свою озабоченность таким развитием событий. На парламентских слушаниях в Государственной Думе 1 апреля 2008 г. даже рассматривался вопрос о возможности денонсации Россией Договора о дружбе, сотрудничестве и партнёрстве с Украиной в случае её вступления в НАТО.

### Украина — Россия
В августе 2008 года, после начала войны в Грузии, Украина стала единственной страной СНГ, которая открыто встала на сторону Грузии и потребовала от России незамедлительно вывести войска с её территории. Украина предостерегла российскую сторону от участия её кораблей Черноморского флота в конфликте, в противном случае пригрозив не допустить возвращение кораблей обратно в Крым. Виктор Ющенко заявил, что из-за кораблей ЧФ Украина втягивается в военный конфликт, не желая этого. Президент Украины установил новый порядок пересечения украинской границы кораблями Черноморского флота РФ, согласно которому силы ЧФ могли пересекать границу республики только с уведомления штаба ВМС Украины о своих действиях как минимум за 72 часа. МИД РФ расценило указ Ющенко о ЧФ как новый антироссийский шаг, после чего Ющенко назвал Черноморский флот РФ угрозой для безопасности Украины. В Крыму, однако, большая часть населения поддержали позицию России в конфликте. На этом фоне министр иностранных дел Украины Владимир Огрызко даже обвинил власти РФ в «тайной раздаче российских паспортов жителям Крыма». Россия данные обвинения отвергла.
После войны 2008 года рядом экспертов высказывалось предположение, что следующим конфликтом в Европе может стать противостояние в Крыму между Россией и Украиной.
В сентябре 2008 года, за полгода до того, как должен был истечь срок действия «Большого договора», министерство иностранных дел России заявило, что недружественная политика украинских властей — в частности, непрекращающиеся требования вывести российский Черноморский флот из Севастополя и провокации в отношении российских моряков — ставит пролонгацию Договора под угрозу.
29 сентября глава комитета Верховной рады по иностранным делам Олег Билорус сообщил, что парламентский комитет по иностранным делам единогласно принял решение рекомендовать Верховной раде принять постановление о продлении действия «Большого договора».
В рамках 63-й сессии Генеральной ассамблеи ООН в Нью-Йорке министры иностранных дел Украины и России Владимир Огрызко и Сергей Лавров провели переговоры, в ходе которых обе стороны заявили «о поддержке и необходимости продления Большого договора». По словам Виктора Ющенко, и Украина, и Россия с пониманием подошли к тому, «насколько важными являются принципы настоящего договора для развития на перспективу наших двусторонних отношений», а пресс-секретарь МИД Украины Василий Кирилич заявил, что в Киеве Договор считают «краеугольным камнем в наших двусторонних отношениях».
Согласно ст. 40 Договора, его действие пролонгируется на следующие десять лет, если ни одна из сторон не заявит о своём желании прекратить его действие за шесть месяцев до окончания срока действия. Поскольку ни Киев, ни Москва до 1 октября 2008 года не выдвинули официальных возражений против пролонгации Договора, он автоматически был продлён на следующие 10 лет без внесения в него каких-либо изменений или дополнений.
1. ↑  Согласно ст. 17 украинской Конституции  «На территории Украины не допускается расположение иностранных военных баз». Однако согласно п. 14 Переходных положений Конституции Украины «Использование существующих военных баз на территории Украины для временного пребывания иностранных воинских формирований возможно на условиях аренды в порядке, определенном международными договорами Украины, ратифицированными Верховной радой Украины»[14].